# Баркан, Давид Иосифович
Давид Иосифович Баркан (31 января 1939, Ленинград — 30 января 2021, Санкт-Петербург) — советский и российский ученый-экономист. Доктор экономических наук, профессор. Автор монографий, учебников и научных работ по теории продаж, маркетингу и основам рыночной экономики.

## Биография
Родился в 1939 году в Ленинграде. Ребёнком пережил Блокаду Ленинграда. Вместе с матерью Верой Давыдовной был эвакуирован по Дороге жизни. Отец — Островский Самуил Иосифович фронтовик, известный советский кораблестроитель. Много лет проработал в Адмиралтейском объединении, руководил сдачей первого в мире атомного ледокола «Ленин» правительственной комиссии в 1957 году.
С 1956 по 1962 годы Д. И. Баркан учился в Ленинградском кораблестроительном институте. По окончании института работал в проектных организациях министерства морского флота СССР. В 1972 году окончил Ленинградский финансово экономический институт им. Н. А. Вознесенского, после чего поступил в аспирантуру и остался преподавать на кафедре. С 1976 по 1987 годы преподавал в ЛИЭИ им. Пальмиро Тольятти на кафедре НИОКР. Сфера его научных интересов в 1970—1980-е годы то, чего в СССР не было — рыночная экономика. Кафедра НИОКР в ЛИЭИ им. Пальмиро Тольятти, была едва ли не единственной кафедрой в советских ВУЗах, которая изучала «буржуазные приемы» и «порочные экономические модели». В 1977 году защитил кандидатскую диссертацию, в 1987 году докторскую. С 1992 года профессор Экономического факультета СПбГУ, позднее перешёл в Высшую школу менеджмента при СПбГУ, где преподавал до последних дней жизни. Читал лекции в ВУЗах США (Беркли, Гарвард), Чехии, Польши, Германии. Д. И. Баркан много лет жизни отдал прикладным научным исследованиям, так он одним из первых применил модель «шесть вопросов» в управлениях продажами.
Баркан Д. И. был консультантом-маркетологом 1990-х — 2010-х годов, председателем совета директоров универмага «Московский», членом совета директоров универмага «Гостиный двор». Баркан Д. И. — научный руководитель программы Правительства Санкт-Петербурга «Развитие малого бизнеса в Санкт-Петербурге на 2009—2011 гг.». Член Ученого Совета Высшей школы менеджмента при Санкт-Петербургском университете, 2003—2009. Член Совета по защите докторских диссертаций там же, 2004—2020.
Руководитель и соисполнитель консультационных проектов для ЗАО «Искрасофт», совместного российско-германского предприятия MC Bauchemie Russia, ЗАО «Универмаг „Московский“», ЗАО «Первомайская Заря» и др. в области развития систем продаж и управления оптовыми продажами. Член совета директоров ряда предприятий, в том числе ЗАО Первомайская заря (Melon Fashion Group), Искрасофт, 1998—2007.
Давид Иосифович Баркан был глубоко верующим человеком, постоянным жертвователем Санкт-Петербургской синагоги.
Д. И. Баркан скончался 30 января 2021 года от последствий коронавируса, похоронен на Сестрорецком кладбище.

## Семья
Жена Баркан Элеонора Вениаминовна (1938—2006).
Сын — кино и телевизионный режиссёр Михаил Баркан.

## Основные труды
- Маркетинг для всех : Беседы для начинающих. Д. И. Баркан. — Л. : Ред.-изд. центр «Культ-информ-пресс» : Социал.-коммерч. фирма «Человек», 1991. — 255 с.; ISBN 5-8392-0002-6
- Управление сбытом. /Д. И. Баркан — СПб. Издательство СПбГУ, 2004. ISBN 5-288-03322-6
- Эффективное управление сбытом. Баркан Д. И. — М.: Академия, 2005.
- Управление продажами. Д. И. Баркан Спб. Издательство: Высшая школа менеджмента, 2008—908 с,; ISBN 978-5-9924-0003-8
- Маркетинговые каналы в «Норме» и в кризисе: опыт эмпирического исследования. / Д. И. Баркан. Вестник СПбГУ. Сентябрь 2009 г.